# Jens Gunter Rohwer
Jens Gunter Rohwer (alemany: Jens Rohwer (Biologe))  (Uetersen, 2 de gener de 1958) és un botànic alemany. Va estudiar a la Universitat d'Hamburg on des del 2000 té la càtedra de «Biodiversitat, evolució i ecologia de les plantes». El 2020 ja havia publicat 124 noms de plantes.

Va publicar el 2003 el llibre Tropical Plants of the World. És coeditor amb K. Kubitzki i V. Bittrich de The Families and Genera of Vascular Plants i Flowering plants, dicotyledons: magnoliid, hamamelid, and caryophyllid families.